# Urskov
En urskov er en nulevende skov, som er uberørt og i hvert fald upåvirket af mennesker. Det er dog svært at finde skove, som slet ikke er påvirket af mennesker, blandt andet fordi påvirkningen også kan foregå ved hård jagt på storvildt eller ved græsning af tamkreaturer i skoven. Så vidt man ved, findes der enkelte bjergegne på tropiske øer, hvor mennesket ikke har kunnet påvirke skoven på nogen måde.
Det er vigtigt for urskoven som biotop, at træerne får mulighed for at blive gamle. Når de gamle kæmper falder, dannes der lysninger i skoven, hvor buske, unge træer og urter kan spire frem og trives. 1400 år er derfor ikke nogen unormal alder for de ældste træer.
Urskovsbiotoperne har vidt forskellig alder. Nogle er millioner af år gamle, og andre er først opstået efter sidste istid. I den sammenhæng er den mest afgørende faktor forstyrrelser: Bare et enkelt års tørke eller skovbrand og skoven er forandret. Rekorden inden for urskoves biodiversitet er ca. 800 arter af vedplanter på en hektar. Til sammenligning har Danmark kun ca. 50 arter af vilde vedplanter.